# Bauerflöte
A Bauerflöte vagy Bauernflöte egy orgonaregiszter, az adott regiszter német megfelelője. Francia orgonákon Flûte champêtre néven szerepel, magyar fordítása parasztfuvola. 8’ – 4’ – 2’ – 1’ magasságban készül, kevert regiszterként soha. Anyaga lágy ón vagy horgany, ha fából készül, akkor csak tölgy. Nagyon bő menzúrájú, fedett, vagy rövid csőtoldaléka van. Hangja színes és élénk.